# 第一眼戰線
是一部2018年美國傳記片，由馬修·海涅曼執導，並由艾瑞許·阿梅爾擔任編劇。電影是根據2012年瑪麗·布倫納於《名利場》發表的文章《瑪麗科爾文的私人戰爭》改編而成。電影由露莎蒙·碧姬、占美·杜倫、湯姆·荷蘭德及史丹利·特治主演。
電影先於2018年多倫多國際影展上首映，並於2018年11月2日在美國上映。電影獲得評論家的普遍好評，他們多稱讚露莎蒙·碧姬的表現。

## 劇情
電影改篇自真人真事，以英國《星期日泰晤士報》獨眼女戰地記者瑪麗·科爾文最後十年的事蹟作藍本。描述她為報導真相，深入斯里蘭卡、伊拉克、阿富汗、利比亞、敘利亞等戰區，揭發戰爭暴行。

## 演員
- 露莎蒙·碧姬 飾 瑪麗·科爾文
《星期日泰晤士報》的女戰地記者。

- 占美·杜倫 飾 保羅·康羅伊（英语：Paul Conroy (journalist)）
戰地攝影師，與科爾文一起共事。

- 史丹利·特治 飾 托尼·蕭爾（Tony Shaw）
科爾文的男友。

- 湯姆·荷蘭德 飾 尚恩·萊恩（Sean Ryan）
《星期日泰晤士報》的外籍編輯。

- 科瑞·約翰遜（英语：Corey Johnson (actor)） 飾 諾姆·柯本（Norm Coburn）
另一名戰地攝影師。

- 菲伊·馬賽（英语：Faye Marsay） 飾 凱特·理查森（Kate Richardson）
科爾文的同事。

- 妮基·阿姆卡-伯德（英语：Nikki Amuka-Bird） 飾 麗塔·威廉斯（Rita Williams）
科爾文的朋友。

## 製作
電影由紀錄片導演馬修·海涅曼執導。海涅曼表示他受到瑪麗·布倫納所寫的文章《瑪麗科爾文的私人戰爭》所啟發，希望讓世人知道各地衝突的情況，而這也是他作為紀錄片導演的願望。在電影籌備初期，海涅曼花了大約一年時間進行資料搜集，例如研究科爾文所製作的每篇報導與訪問，前往她在倫敦的住所，與其朋友和同事進行訪談等。海涅曼更表示這部電影是「給新聞界的一封情書，也是向勇敢、強悍、求真的瑪麗致意」。
電影主角瑪麗·科爾文由英國演員露莎蒙·碧姬擔任。碧姬在獲得角色後便遇上挑戰，因她看起來不像瑪麗，比她年輕，而且不是美國人。為了投入這個角色，碧姬找來美國發聲教練弗蘭西斯·布朗（Francie Brown）協助，仔細研究瑪麗的錄影和錄音片段，甚至所有把她攝入鏡頭的記錄片，務求模仿瑪麗的說話方式和口音。另一方面，為模仿瑪麗的步履和姿態，碧姬更與一位舞者合作，以投入角色的步姿。
電影於2017年11月開始主要攝影，並於倫敦及約旦等地取景，而演員占美·杜倫、史丹利·特治和湯姆·荷蘭德都已加入演出。在電影拍攝期間，碧姬指出因「瑪麗經常處於一種自我保護、免受攻擊的狀態」，而導致模仿她的自己的身高縮小了一厘米半。另外，導演海涅曼為了呈現戰爭的可怕，他在拍攝地約旦找到一批居住在當地的難民參與演出。戲中例如在霍姆斯市區「寡婦地下室」出現的臨時演員，她們真的曾經居於那個庇護所內，而其中兩名女性亦以自己的聲音在片中道出真實故事。
電影主題曲《Requiem For A Private War》由擔任電影配樂的H·斯科特·薩利納斯負責作曲，並由蘇格蘭女歌手安妮·藍妮克絲擔任作詞及主唱。

## 發行
2018年2月，Aviron Pictures收購了這部電影的發行權。2018年9月7日，電影於2018年多倫多國際影展上進行全球首映。此外，電影還曾於米爾谷電影節、漢普頓國際電影節及伍德斯托克電影節上播映。電影先於2018年11月2日進行小範圍上映，並於同月16日擴展至全美上映。

## 迴響

### 評價
《第一眼戰線》整體獲得了大多正面的評價。爛番茄根據91篇評論，該片持有89%的新鮮度，平均評分7.3／10。該網站的共識為「電影以冷靜評價前線記者所需的犧牲及露莎蒙·碧姬職業生涯最佳作品來紀念它的現實主題」。Metacritic根據28篇評論，該片得分76分（滿分為100分），獲得「普遍有利」的評論。
美國娛樂雜誌《綜藝》的彼得·戴布魯基（Peter Debruge）稱該片為一部「非常複雜，心理上身臨其境」的電影。另一方面，雜誌讚揚露莎蒙·碧姬真實地傳遞出戰地記者的堅定信念，又指出這部電影是她的演技巔峰之作。
曾經在《星期日泰晤士報》擔任編輯、並與瑪麗合作無間的尚恩·萊恩（Sean Ryan）也稱讚露莎蒙·碧姬的演技，並感嘆在看完她的演出後花了數天才能平伏下來。此外，曾與瑪麗出生入死的英國攝影記者保羅·康羅伊更表示，當他第一次看見碧姬的造型時我他嚇了一跳；而當聽到碧姬說台詞時，保羅更認為「她就是瑪麗了」。

### 榮譽
| 獎項           | 舉行日期      | 類別                 | 提名人                        | 結果 | 參考   |
| -------------- | ------------- | -------------------- | ----------------------------- | ---- | ------ |
| 金球獎         | 2019年1月6日  | 最佳戲劇類電影女主角 | 露莎蒙·碧姬                   | 提名 | [ 34 ] |
| 金球獎         | 2019年1月6日  | 最佳原創歌曲         | 《Requiem For A Private War》 | 提名 | [ 34 ] |
| 衛星獎         | 2019年2月22日 | 最佳獨立電影         | 第一眼戰線                    | 提名 | [ 35 ] |
| 衛星獎         | 2019年2月22日 | 衛最佳女主角         | 露莎蒙·碧姬                   | 提名 | [ 35 ] |
| 衛星獎         | 2019年2月22日 | 最佳原創歌曲         | 《Requiem For A Private War》 | 提名 | [ 35 ] |
| 美國導演工會獎 | 2019年2月2日  | 最佳處女作導演       | 第一眼戰線                    | 提名 | [ 36 ] |

## 外部連結
- 互联网电影数据库（IMDb）上《第一眼戰線》的资料（英文）
- 爛番茄上《第一眼戰線》的資料（英文）
- Metacritic上《第一眼戰線》的資料（英文）
- Box Office Mojo上《第一眼戰線》的資料（英文）
- 豆瓣电影上《第一眼戰線》的資料 （简体中文）